# Чемпионат Европы по шоссейному велоспорту 2018 — индивидуальная гонка (мужчины до 23 лет)
Индивидуальная гонка среди мужчин до 23 лет на Чемпионате Европы по шоссейному велоспорту прошла 13 июля 2018 года.  Дистанция составила 24,0 км. Для участия в гонке были заявлены и стартовали 48 смортсменов.
Чемпионом Европы  стал итальянский спортсмен Эдоардо Аффини, показавший время 29'26". На втором месте словенский велогонщик  Изидор Пенко (+ 26"), на третьем -  велогонщик из Австрии Маркус Уайлдауэр (+ 32").

### Итоговая классификация
| Место | Участник           | Страна       | Время    |
| ----- | ------------------ | ------------ | -------- |
| 1 -   | Эдоардо Аффини     | (Италия)     | 29:26"   |
| 2 -   | Изидор Пенко       | (Словения)   | + 26"    |
| 3 -   | Маркус Уайлдауэр   | (Австрия)    | + 32"    |
| 4     | Якуб Отруба        | (Чехия)      | + 33"    |
| 5     | Марк Хирши         | (Швейцария)  | + 44"    |
| 6     | Тимур Малеев       | (Украина)    | + 52"    |
| 7     | Филип Мачеюк       | (Польша)     | + 54"    |
| 8     | Алексис Брюнель    | (Франция)    | + 56"    |
| 9     | Патрик Гампер      | (Австрия)    | + 1' 03" |
| 10    | Жуан Педру Алмейда | (Португалия) | + 1' 11" |
|       |                    |              |          |
| 29    | Петр Рикунов       | (Россия)     | + 2' 20" |
| 31    | Никита Разумов     | (Россия)     | + 2' 31" |